# Hüseyin Göçek
Hüseyin Göçek (* 30. November 1976 in Istanbul) ist ein türkischer Fußballschiedsrichter der FIFA.

## Werdegang
Im Jahr 1996 meldete Göçek sich für den Schiedsrichterlehrgang in Istanbul an. 
Sein Debüt in der höchsten türkischen Fußballliga, der Süper Lig, gab er am 22. August 2004. Göçek leitete die Begegnung Kayserispor gegen MKE Ankaragücü. 

## Privates
Göçek fing mit dem Fußballspielen in der Jugend von Leventspor an. Danach wechselte er in die Jugendabteilung von Beşiktaş Istanbul. Da er aber aufgrund seiner langen Körpergröße auch Gefallen an Basketball hatte, wechselte er die Sportart und den Verein. Göçek spielte fortan für Galatasaray Istanbul. Im Seniorenbereich waren die weiteren Basketballvereine Ülkerspor, Kurtuluşspor und Tekelspor. 